# Udell (Iowa)
Pour les articles homonymes, voir Udell.
Udell est une ville du comté d'Appanoose, en Iowa, aux États-Unis. Elle est fondée en 1895 et incorporée en 1903. Elle est nommée en référence au Dr Nathan Udell, colon de la première heure. 

## Source de la traduction
- (en) Cet article est partiellement ou en totalité issu de l’article de Wikipédia en anglais intitulé « Udell, Iowa » (voir la liste des auteurs).